# Harry Booström
Harry Sixten Booström, född 15 december 1917 i Guldrupe på Gotland, död 1996, var en svensk konstnär.
Han var son till snickaren Ernfrid Booström och Gurli Marström. Booström studerade för Edward Berggren 1942-1945 och därefter en kortare tid för Isaac Grünewald och under studieresor till Danmark, Nederländerna, Frankrike och Tunisien. Han medverkade i samlingsutställningar med Gotlands konstförening och i  Nationalmuseums Unga tecknare och i vandringsutställningen Konst på papper. Tillsammans med Valentin Andersson ställde han ut på Galleri Samlaren i Stockholm och tillsammans med fyra andra konstnärer från Gotland medverkade han i utställningen 5 gotlänningar på De ungas salong i Stockholm. Bland hans offentliga arbeten märks en väggmålning på Norrbackaskolan i Visby. Han var medlem av den internationella Groupe Espace som verkade för ett utvidgat samarbete mellan konstnärer och arkitekter. Hans konst består av tuschteckningar, och abstrakta kompositioner i olika tekniker på 1950-talet övergick han till ett rent icke-föreställande, konkretistiskt, måleri med geometriska grundformer. Tillsammans med arkitekten Bertil Ahlqvist arbetade han med färgsättning av radhus i Visby i slutet av 50-talet.  Booström är representerad vid Nationalmuseum, Moderna museet, och i Gustaf VI Adolfs samling.